# إريك زيمرمان
إريك زيمرمان (بالإنجليزية: Eric Zimmerman) هو كاتب ومهندس أمريكي، ولد في 1969.